# خوسيه أوزيبيو كارو
خوسيه أوزيبيو كارو هو كاتب وسياسي كولومبي، ولد في 5 مارس 1817 في أوكانيا، نورتي دي سانتاندير ‏ في كولومبيا، وتوفي في 28 يناير 1853 في سانتا مارتا في كولومبيا. نشط حزبياً في حزب المحافظين الكولومبي.